# Gabriel Popescu (Fußballspieler)
Gabriel „Gabi“ Popescu (* 23. Dezember 1973 in Craiova, Kreis Dolj) ist ein ehemaliger rumänischer Fußballspieler, -trainer und derzeitiger Unternehmer. Er bestritt insgesamt 346 Spiele in der rumänischen Divizia A, der spanischen Primera División, der südkoreanischen K-League und der japanischen J. League. Als Nationalspieler nahm er an der Fußball-Weltmeisterschaft 1998 teil.

## Karriere als Spieler
Gabriel Popescu begann seine Karriere 1986 in seiner Heimatstadt Craiova beim C.S.Ș. Universitatea Craiova, zu dem er nach einem dreijährigen Aufenthalt bei Viitorul Craiova zurückkehrte. Im Jahr 1992 rückte er in den Kader der ersten Mannschaft von Electroputere Craiova auf, die seinerzeit in der Divizia A spielte. Am 12. September 1992 kam er zu seinem ersten Einsatz. Im Jahr 1993 wurde er zum Stammspieler, rutschte mit seinem Verein aber in die Abstiegszone, konnte sich am Saisonende aber vor der Versetzung in die Divizia B retten.
In der Winterpause 1994/95 verließ Popescu Electroputere und wechselte zum Lokalrivalen FC Universitatea Craiova, wo er sich auf Anhieb durchsetzen konnte. Am Saisonende zog er mit seinem neuen Klub als Vizemeister hinter Steaua Bukarest in den UEFA-Pokal ein. Dort schied der Verein in der Vorrunde gegen Dinamo Minsk aus. In der folgenden Spielzeit sprang ein vierter Platz heraus, der die Qualifikation zum UI-Cup bedeutete, wo Universitatea Craiova gegenüber dem Karlsruher SC das Nachsehen hatte.
In der Saison 1996/97 fiel Uni Craiova ins Mittelfeld, Popescu erreichte aber mit sieben Treffern die beste Ausbeute seiner Karriere. Auch in der folgenden Spielzeit hatte er zur Saisonmitte bereits fünf Tore erzielt, als ihn der spanische Erstligist UD Salamanca unter Vertrag nahm. Nach der Fußball-Weltmeisterschaft 1998 wechselte er zum spanischen Spitzenklub FC Valencia. Mit Valencia qualifizierte er sich am Saisonende für die Champions League und gewann den spanischen Pokal. Anschließend wurde er im Sommer 1999 an den Aufsteiger CD Numancia abgegeben.
In Numancia kam Popescu kaum zum Einsatz und kehrte zu Beginn des Jahres 2000 nach Rumänien zurück, wo er sich Dinamo Bukarest anschloss. Mit Dinamo konnte er das Double aus Meisterschaft und Pokalsieg gewinnen. Da er jedoch nur in der Hälfte der Spiele eingesetzt worden war, wechselte er zum Ligakonkurrenten FC Național Bukarest. In der Rückrunde 2000/01 wurde er an seinen früheren Klub Universitatea Craiova ausgeliehen. Im Mai 2001 löste Gigi Nețoiu, der Mäzen des Vereins, die Verträge mit Popescu und Corneliu Papură auf. Die beiden Spieler schlossen sich FC Național Bukarest an, der von ihrem ehemaligen Mitspieler Cosmin Olăroiu trainiert wurde. Die Saison 2001/02 beendete Național als Vizemeister.
Im Frühjahr 2002 wechselte Popescu zu Suwon Samsung Bluewings in die südkoreanische K-League. Dort gehörte er mit seinem Klub zur Spitzengruppe der Liga und konnte die Meisterschaft 2004 sowie den südkoreanischen Pokal des Jahres 2002 gewinnen. Nach Ende der Saison 2004 kehrte er nach Rumänien zurück, wo er erneut für Național Bukarest spielte. Zu Beginn der Saison 2005 wechselte er zu JEF United Ichihara Chiba in die japanische J. League, wo er mit seinem Klub die Saison mit einem Punkt Rückstand auf Meister Gamba Osaka auf dem vierten Platz beendete. Danach beendete Popescu seine Karriere.

## Nationalmannschaft
Gabriel Popescu bestritt 14 Spiele für die rumänische Fußballnationalmannschaft. Er debütierte am 14. August 1996 im Freundschaftsspiel gegen Israel, als er nach 63 Minuten für Ovidiu Stîngă eingewechselt wurde. Danach gehörte er regelmäßig dem Aufgebot von Nationaltrainer Anghel Iordănescu an, kam aber nur unregelmäßig zum Einsatz. Erst ab Sommer 1997 war er fester Bestandteil der Mannschaft. Am 19. November 1997 erzielte Popescu mit dem 1:1-Ausgleich gegen Spanien sein einziges Länderspieltor. Danach wurde er zur Stammkraft.
Im Sommer 1998 nominierte Iordănescu Popescu für seinen Kader zur Weltmeisterschaft in Frankreich. Dort kam er in den ersten beiden Siegen gegen Kolumbien und England zum Einsatz und wurde im anschließenden Vorrundenspiel gegen Tunesien nicht berücksichtigt. Die 0:1-Niederlage im Achtelfinale gegen Kroatien am 30. Juni 1998 war gleichzeitig Popescus letzter Auftritt im Nationaltrikot. Der neue Nationaltrainer Victor Pițurcă setzte nicht mehr auf ihn.

## Karriere als Trainer
Im Mai 2007 wurde Popescu für kurze Zeit Spielerscout für Steaua Bukarest. Im September 2007 unterbreitete er Adrian Mititelu, dem Mäzen von Universitatea Craiova, ein Übernahmeangebot für den Verein, das Mititelu jedoch ablehnte. Im Januar 2011 ernannte ihn Vasile Șiman, der Mäzen von Sportul Studențesc, zum neuen Trainer des Vereins. Nachdem er am 13. März 2011 nicht zum Meisterschaftsheimspiel gegen Gaz Metan Mediaș erschienen war, begründete er dies mit der wenigen Zeit, die ihm als Geschäftsmann zur Verfügung stünde und wurde daraufhin durch Gheorghe Mulțescu ersetzt.

## Erfolge
- WM-Teilnehmer: 1998
- Rumänischer Meister: 2000
- Rumänischer Vizemeister: 1995, 2002
- Rumänischer Pokalsieger: 2000
- Spanischer Pokalsieger: 1999
- Südkoreanischer Meister: 2004
- Südkoreanischer Pokalsieger: 2002
- Asian-Super-Cup-Sieger: 2002
- Japanischer Ligapokal-Sieger: 2005

## Sonstiges
Nach dem Ende seiner aktiven Laufbahn widmete sich Popescu Immobiliengeschäften. Im März 2006 erwarb er für 280.000 Euro einen Ferrari 612 Scaglietti, der am 10. April 2006 bei einer Fahrt von Bukarest nach Pitești auf der A1 in Flammen aufging. Nachdem sich der Hersteller trotz mehrerer Gutachten weigerte, den Schaden zu ersetzen, erstattete Popescu im Jahr 2008 Anzeige und erhielt im April 2011 von einem Bukarester Gericht Schadensersatz in Höhe von 400.000 Euro zugesprochen. In den Jahren nach seiner Spielerkarriere machte er in der Öffentlichkeit vor allem durch seine Liaison mit Crina Abrudan, einer Nachrichtensprecherin des Fernsehsenders Antena 1, auf sich aufmerksam.